# عادل رمزي (طبيب)
عادل رمزي هو طبيب جراح مصري، وواحد من العلماء الذين تقلدوا منصب رئاسة  الكلية الدولية للجراحين في عام 2014، وتم تكريمه مع نخبة من العلماء الأفذاذ من قبل الرسام «هينري وارد» وذلك من خلال لوحته الفنية «فينجر اسيستيد» حيث جمعت أفضل أطباء العالم بصحبة الدكتور ندي حكيم المختص بنقل وزراعة الاعضاء.